# IC 321
IC 321 је спирална галаксија у сазвјежђу Еридан која се налази на листи објеката дубоког неба у Индекс каталогу.
Деклинација објекта је - 14° 59' 9" а ректасцензија 3h 24m 29,5s. Привидна величина (магнитуда) објекта IC 321 износи 15,2 а фотографска магнитуда 16,0. IC 321 је још познат и под ознакама MCG -3-9-35, NPM1G -15.0186, PGC 12742.